# El Portal (Kalifornien)
El Portal ist eine zu Statistikzwecken definierte Gemeinde im Mariposa County in Kalifornien, Vereinigte Staaten. Diese befindet sich 19,5 km westsüdwestlich des Yosemite Tals auf einer Höhe von 591 m. Das U.S. Census Bureau hat bei der Volkszählung 2020 eine Einwohnerzahl von 372 ermittelt.

## Lage und Infrastruktur
Der Ort liegt an der California State Route 140 am nördlichen Ufer des Merced River an der westlichen Grenze des Yosemite National Parks. Das Gemeindegebiet gehört teilweise zum Verwaltungsgerichtsbezirk des Yosemite National Park. Zu den öffentlichen Bauwerken gehören ein Postamt, das Gemeindezentrum und eine kleine Schule. In der Stadt befinden sich zwei Hotels, ein kleiner Laden und eine Tankstelle.
El Portal bietet sich für eine Vielzahl von Outdoor-Aktivitäten und für Ausflüge in die umliegende Nationalparkregion an.
Bis 1945 war El Portal die Endstation der Yosemite Valley Railroad. Vor dem alten Schulhaus befindet sich immer noch eine Drehscheibe und eine Lokomotive. Der Name „El Portal“ ist Spanisch und bedeutet „das Tor“.
Das erste Postamt in El Portal wurde 1907 eröffnet.
Der Nationalparkservice und mehrere Partnerorganisationen haben Büros in El Portal.

## Einzelnachweise

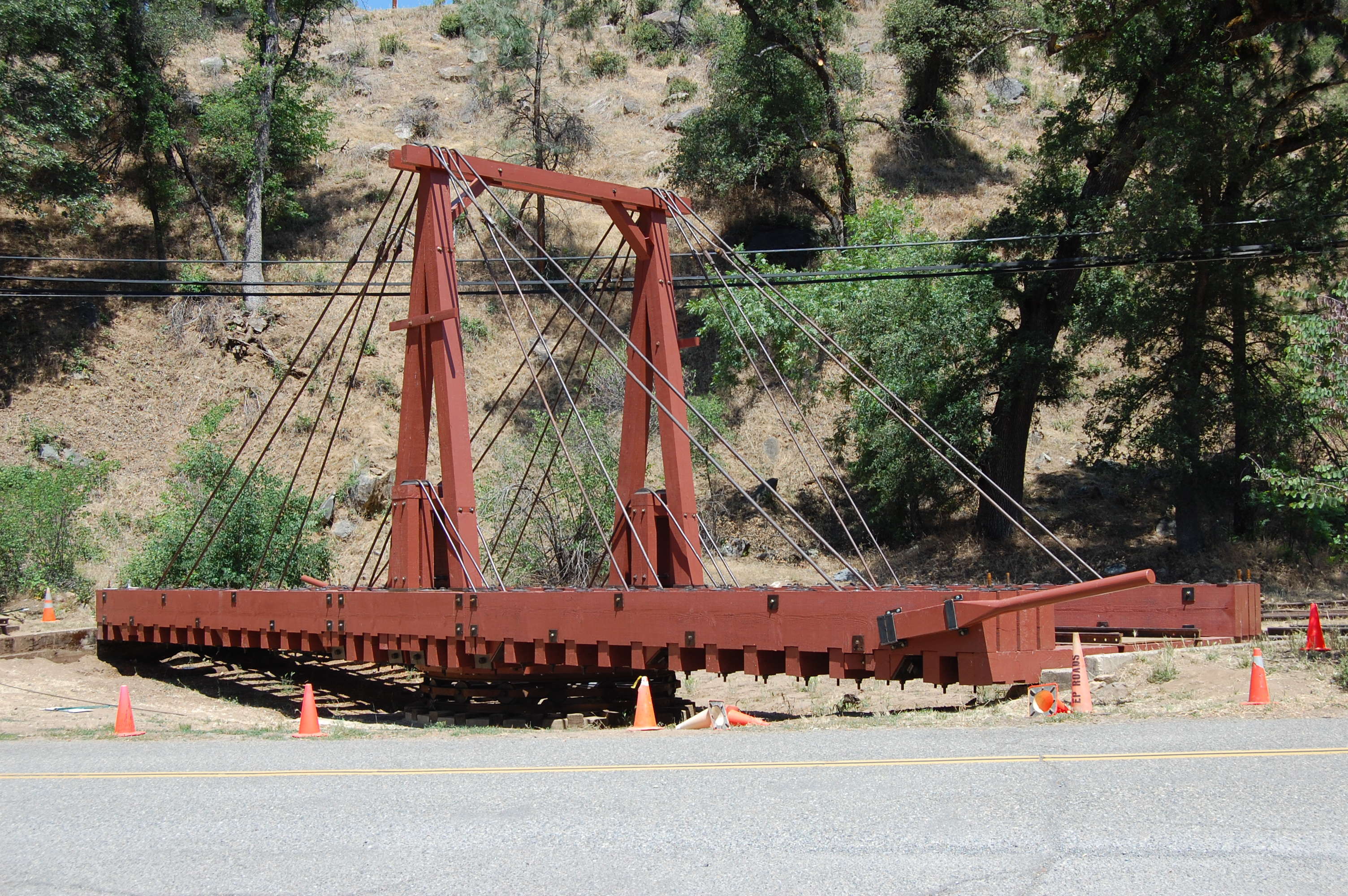
Die historische handbetriebene Drehscheibe in El Portal.

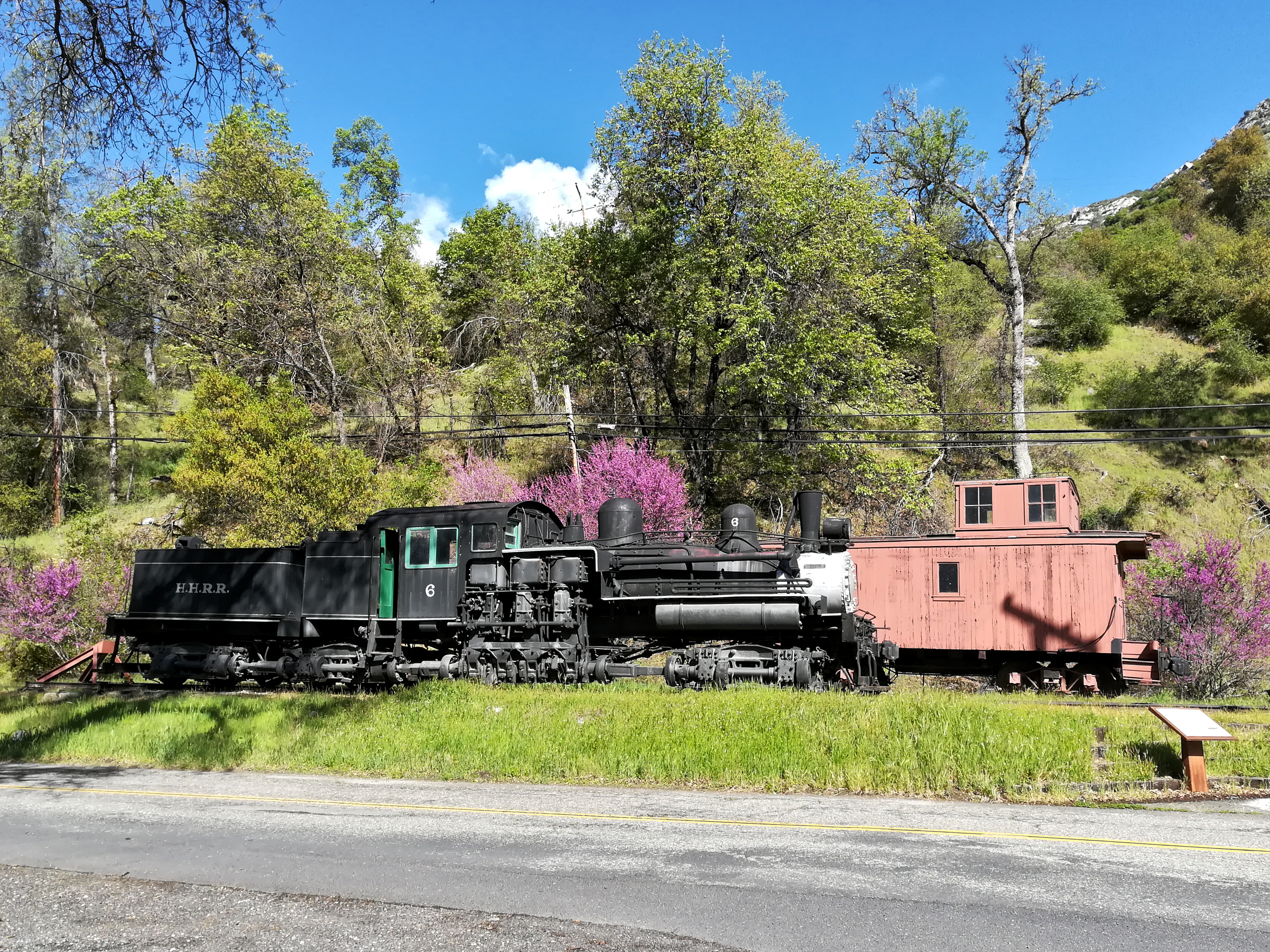
Lokomotive der Yosemite Valley Railroad.